# Односи Израела и Русије
Односи Израела и Русије су билатералне везе између Државе Израел и Руске Федерације. Израел је у Русији представљен преко амбасаде у Москви и генералног конзулата (који ће бити отворен) у Јекатеринбургу. Русија је у Израелу представљена преко амбасаде у Тел Авиву и конзулата у Хаифи.
Русија је чланица Квартета за Блиски исток. Дуги низ година Израел је служио као уточиште за руске Јевреје. Ово је посебно био случај током алије из Совјетског Савеза 1970-их и 1990-их. Израел и Русија су били на супротстављеним странама током Хладног рата. Међутим, односи између Израела и Русије почели су значајно да се побољшавају од раних 2000-их па надаље, избором произраелског руског лидера Владимира Путина, а 2001. избором прорускијег израелског лидера Ариела Шарона.
Руски језик је трећи по учесталости први језик у Израелу после хебрејског и арапског. Израел има трећи највећи број људи који говоре руски изван постсовјетских држава, и највећи у односу на укупну популацију; у 2017. процењено је да 1,5 милиона Израелаца може да говори руски, што би износило 17,25% од укупне популације од 8,7 милиона.
Преко 100.000 држављана Израела живи у Русији, од којих 80.000 живи у Москви, док стотине хиљада руских држављана живи у Израелу, од око 1,5 милиона Израелаца који говоре руски. Међутим, 2022. године односи између Русије и Израела почели су да доживљавају значајну промену након руске војне инвазије на Украјину и током мандата Јаира Лапида као премијера Израела.

## Историја

### Совјетски Савез
Са немачком инвазијом на Совјетски Савез 1941, Јосиф Стаљин је преокренуо своје дугогодишње противљење ционизму и покушао да мобилише подршку Јевреја широм света за совјетске ратне напоре. У Москви је основан Јеврејски антифашистички комитет. Многе хиљаде јеврејских избеглица побегле су пред нацистима и ушле у Совјетски Савез током рата, где су поново оживеле јеврејске верске активности и отвориле нове синагоге. Од краја 1944, Стаљин је усвојио отворено проционистичку спољну политику, очигледно у уверењу да ће нова земља бити социјалистичка и да ће убрзати пад британског утицаја на Блиском истоку.
У мају 1947. заменик совјетског министра спољних послова Андреј Громико рекао је Уједињеним нацијама да Совјети подржавају поделу Палестине на јеврејску и арапску државу. Совјетски Савез и његове сателитске државе гласале су у новембру 1947. за План УН о подели Палестине. 17. маја 1948, три дана након што је Израел прогласио независност, Совјети су званично признали Израел.
Голда Меир је именована за амбасадора Израела у Совјетском Савезу, а њен мандат је почео 2. септембра 1948. и завршио се у марту 1949. године. Присуствовала је службама Рош Хашане и Јом Кипура у Московској хорској синагоги . Међутим, када је Израел успостављен, Стаљин је променио своје позиције, фаворизовао Арапе, ухапсио вође јеврејског антифашистичког комитета и започео нападе на совјетске Јевреје.
Совјетска влада је прекинула односе у јуну 1967. у знак протеста против израелске политике током Шестодневног рата и непосредно након тога. Совјетски Савез је подржавао израелске арапске непријатеље оружјем и обуком, а совјетске снаге су биле распоређене у Египат током рата на исцрпљивање у којем су више пута ангажовали израелске снаге.
Након што су Совјети прекинули дипломатске односе са Израелом због Шестодневног рата, холандска амбасада у Москви је основала одељење за интересе Израела, које је представљало Израел у Совјетском Савезу до поновног успостављања дипломатских односа у октобру 1991.

### Након распада Совјетског Савеза
Совјетски Савез је обновио дипломатске односе са Израелом 18. октобра 1991. Новинар Александар Бовин постао је први совјетски амбасадор у Израелу за 24 године. Након што се Совјетски Савез распао два месеца касније, наставио је да служи као руски амбасадор у Израелу.
Крај Совјетског Савеза изазвао је масован талас имиграције Јевреја из бивших совјетских држава. Потражња нових имиграната довела је до појаве многих новина на руском језику, а са развојем вишеканалне телевизије у Израелу током 1990-их, многи руски канали су почели да се поново емитују у Израелу. У новембру 2002. године појавио се нови израелско-руски канал Исраел Плус.
Дана 19. октобра 1999. године, министар одбране Кине, генерал Цхи Хаотиан, након састанка са сиријским министром одбране Мустафом Тласом у Дамаску, у Сирији, како би разговарали о проширењу војних веза између Сирије и Кине, одлетео је у Израел и састао се са Ехудом Бараком, премијером и Министар одбране Израела, где су разговарали о војним односима. Међу војним аранжманима била је и израелско-руска продаја војних авиона Кини у вредности од милијарду долара, које је требало да заједно производе Русија и Израел.
Године 1999, као министар спољних послова, Ариел Шарон је почео да се удвара више пријатељским односима са Русијом као резултат масовне имиграције људи који говоре руски у Израел: „Руски глас ће одлучити о исходу [израелских] избора“.
Односе између Израела и Русије побољшало је противљење Израела НАТО бомбардовању Југославије 1999. као и израелска подршка зајмовима ММФ-а Русији. Руски премијер Јевгениј Примаков је касније рекао да би, да је Израелац, гласао за актуелног премијера Бењамина Нетањахуа на израелским општим изборима 1999. године .

#### 2000-те
Однос између Израела и Русије значајно је почео да се побољшава тек 2000. године, избором произраелског Владимира Путина, и 2001. избором проруског Ариела Шарона, који је Путина описао као „правог пријатеља Израел“.
Израелске трупе су 2006. године пронашле доказе руских противтенковских система Корнет-Е и Метис-М у поседу Хезболаха у јужном Либану. У 2007. години, као одговор на оптужбе да снабдева терористичке групе оружјем, Русија је рекла да спроводи инспекције сиријских складишта оружја како би спречила да оружје дође до нежељених купаца. Ово је затегло ионако погоршане односе између Русије и Израела. Исте године, Владимир Жириновски је у посети као део владине делегације рекао да је посебно забринут због економске ситуације за више од милион Руса који живе у Израелу и да „Русија никада неће дозволити било какву врсту насиља над Израелом“.
Русија је планирала да прода напредне ракете земља-ваздух суседним земљама  и осудила је акције Израела у рату у Гази . Русија је Палестинцима послала и 60 тона шатора, лекове, храну и другу хуманитарну помоћ.

#### 2010-те
Путин је 2011. рекао: „Израел је за нас, у ствари, посебна држава. То је практично земља руског говорног подручја. Израел је једна од ретких страних земаља која се може назвати руско говорећим. Очигледно је да више од половине становништва говори руски."  Путин је додатно тврдио да се Израел може сматрати делом руског културног света и тврдио да су „песме које се у Израелу сматрају националним израелским песмама у ствари руске националне песме“. Даље је изјавио да израелске грађане који говоре руски сматра својим сународницима и делом „ руског света “.
У априлу 2014, Израел је заузео неутралан став о руској анексији Крима у Уједињеним нацијама, што је разбеснело званичнике америчког Стејт департмента и Беле куће. Током операције Заштитна ивица 2014. Путин је изјавио да „подржавам битку Израела која има за циљ да заштити своје грађане“. Русија је у августу почела да повећава увоз воћа из Израела, након што је забранила увоз хране из ЕУ, Норвешке, Сједињених Држава, Канаде и Аустралије. Отприлике два месеца касније Индија и Израел су почели да извозе месо у Русију.
Односи између Израела и Русије додатно су побољшани након руске војне интервенције у Сирији у септембру 2015. Од тада до јула 2018. израелски премијер Бењамин Нетањаху и Путин састали су се укупно девет пута. У октобру 2015. Израел и Русија одржали су састанке како би координирали око Сирије и избегли случајно сукобљавање или ометање међусобне комуникације током операције над земљом.
Путин је у марту 2016. рекао да су односи са Израелом посебни и засновани на „пријатељству, међусобном разумевању и дугој заједничкој историји“. Путин је навео: „Русија и Израел су развили посебан однос. 1,5 милиона израелских грађана долази са простора бившег Совјетског Савеза, говоре руски језик, носиоци су руске културе, руског менталитета. Они одржавају односе са својим рођацима и пријатељима у Русији и то чини међудржавне односе веома посебним.“  На састанку са Нетањахуом у јуну 2016, Путин је описао Израел и Русију као „безусловне савезнике“ у „напорима да се супротстави међународном тероризму“.
Пре и непосредно после председничких избора у Сједињеним Државама 2016. године, Израел је почео да лобира код Сједињених Држава да постигну споразум са Русијом о ограничавању иранског војног присуства у Сирији у замену за укидање санкција због руске војне акције у Украјини. Доналд Трамп је наводно био фаворизован кандидат и за Русију и за Израел, јер Трампа нашироко виде као снажног присталица Израела, али пријатељски расположеног према Русији.
У децембру 2016. Нетањаху је наредио израелској делегацији УН да прескочи гласање Генералне скупштине о ратним злочинима почињеним у Сирији, под дипломатским притиском Русије. Следећег дана, руски амбасадор у УН Виталиј Чуркин предложио је да се одложи гласање о Резолуцији Савета безбедности 2334 којом се осуђује изградња израелских насеља на Западној обали до инаугурације председника САД Доналда Трампа, како би се новој америчкој администрацији омогућило да се изјасни о резолуцију, али су је остале чланице Савета безбедности одбиле.
У јануару 2017, руски министар спољних послова Сергеј Лавров изјавио је да Израел и Русија „блиско сарађују“ у покушају да зауставе екстрадицију двоструког руско-израелског држављанина Александра Лапшина из Белорусије у Азербејџан.
У марту 2018, Израел је одбио да припише тровање Сергеја и Јулије Скрипал Русији у свом саопштењу о том питању и одбио је да протера било које руске дипломате, што је изазвало критике из Уједињеног Краљевства. У мају 2018, министар одбране Авигдор Либерман изјавио је да се израелска влада противила санкцијама Русији упркос страном притиску да их подржи.
На самиту Русија-Сједињене Државе 2018. у јулу 2018, амерички председник Доналд Трамп и Путин договорили су се да сарађују у Сирији како би осигурали безбедност Израела. Амерички саветник за националну безбедност Џон Р. Болтон је касније тврдио да су и Израел и Русија тражили повлачење иранских снага из Сирије. Русија је касније понудила да створи тампон зону од 100 km на сиријској страни израелско-сиријске границе у коју би иранским трупама било забрањено, иако је ту понуду одбио Израел.
У септембру 2018. односи су се донекле погоршали након што је руско Министарство одбране окривило израелску војску за обарање руског авиона након што га је ставило на пут сиријским системима противваздушне одбране током израелског удара на циљеве Хезболаха у Сирији. Иако је Путин првобитно аболирао Израел, Русија је накнадно надоградила сиријску противваздушну одбрану на ракетни систем С-300 због израелских приговора, одбила понуду Израела да пошаље делегацију у Москву да реши спор, и игнорисала покушаје кабинет премијера Израела да организује састанак са Путином.
У децембру 2018. Русија је подржала забринутост Израела за безбедност око тунела Хезболаха ископаних испод границе између Израела и Либана, позивајући Либан да реши то питање. Русија је 25. децембра 2018. осудила израелски ваздушни напад на сиријско складиште оружја, тврдећи да су „провокативне акције израелских ваздухопловних снага... директно угрозиле два авиона“.
У децембру 2018, Израел је преокренуо свој став о Криму у Уједињеним нацијама, гласајући за осуду руских активности тамо, а израелски званичници су изјавили да је то учинио на захтев владе Сједињених Држава. Међутим, следеће године у августу 2019. Нетањаху је одбио да осуди анексију Крима, наводећи да нема „шта да дода ономе што је урађено у време” анексије, када је Израел заузео неутралан став.
Заменик руског министра спољних послова је 7. фебруара 2019. позвао Израел да прекине ваздушне нападе у Сирији. Односи су поправљени након састанка Путина и Нетањахуа у Москви 29. фебруара 2019, након чега је Нетањаху најавио руску подршку уклањању иранских бораца из Сирије и да је Путин прихватио његову понуду да посети Јерусалим. Нетањаху је 3. марта 2019. најавио оснивање заједничког израелско-руског тима за повлачење свих страних трупа распоређених у Сирији. Путин је 18. марта 2019. предложио да позове Нетањахуа на Крим ради отварања нове синагоге.
Током периода који је претходио израелским парламентарним изборима у априлу 2019. године, шеф Шин Бета Надав Аргаман упозорио је да неименована страна земља планира да се умеша у изборе, а медијске спекулације се фокусирају на Русију. Русија је демантовала те извештаје, а Путинов секретар за штампу Дмитриј Песков је изјавио да то „не долази у обзир“ и предложио „да се не читају израелски медији“. Бени Гантц и Тамар Зандберг, лидери опозиционих партија Плаво-бело и Мерец, накнадно су оптужили Русију да фаворизује Нетанијахуа. Нетањаху је касније рекламирао свој однос са Путином на билбордима кампање пре израелских парламентарних избора у септембру 2019 .
Односи су се побољшали након 4. априла 2019, када је Нетањаху поново отпутовао у Москву да се састане са Путином. Путин је вратио посмртне остатке војника ИД Захарије Баумела, које су извукле руске трупе у Сирији. Нетањаху је потом захвалио Путину на њиховом "личном пријатељству", док је Путин изразио захвалност за израелску политику одавања почасти војницима Црвене армије који су се борили у Другом светском рату. Нетањаху је такође посебно похвалио руско министарство одбране, упркос његовим критикама на рачун Израела након обарања руског авиона годину дана раније, за допринос извлачењу Баумелових остатака, за које је Нетањаху рекао да Израел „никада неће заборавити“. Израел је 25. јуна 2019. сазвао свој први трилатерални самит између свог саветника за националну безбедност и његових америчких и руских колега, посебно фокусирајући се на иранско војно присуство у Сирији.
У октобру 2019. Русија је ухапсила израелску држављанку Нааму Исакар због наводног шверца дроге. Исахарова породица и израелски званичници тврдили су да им је Русија рекла да она може бити пуштена ако Алексеј Бурков, руски држављанин који чека на екстрадицију из Израела у Сједињене Државе, буде пуштен у Русију. Нетањаху је касније лично затражио помиловање за Исахара од Путина , што је Путин рекао да ће размотрити. Израелски Виши суд је на крају одбио Буркову жалбу на његово изручење, што је навело Русију да осуди одлуку као „кршење... међународних обавеза Израела”, тврдећи да та одлука „не доприноси развоју [руско-израелских] односа”. Председник Путин је 29. јануара 2020. потписао њено помиловање. Њен адвокат је раније приметио да ниједан осуђени странац никада раније није помиловао руски председник. Руско помиловање је наводно учињено у замену за пренос власништва над Александровим двором у Јерусалиму на Руску православну цркву.
У децембру 2019, Нетањаху је још једном истакао важност свог личног односа са Путином, наводећи да му је Путин рекао да су њихове земље могле да имају војну конфронтацију да није било њихових редовних састанака.

#### 2020-те
У јануару 2020. године руски председник Владимир Путин боравио је у Израелу у једнодневној посети поводом 75. годишњице ослобођења логора смрти Аушвиц .
Израел је 10. јануара 2020. ослободио два сиријска затвореника, укључујући једног осуђеног за шпијунажу, као део „геста добре воље“ у договору који је посредовала Русија. 15. јануара 2020. године, у извештају Асиа Тимес- а цитира се званичник израелског министарства спољних послова који је изјавио да Русија очекује израелску дипломатску помоћ у окончању западних санкција сиријској влади у замену за то што је дозволила наставак израелских ваздушних удара у Сирији. Према Тимес of Исраел, израелска организација Хадаса била је укључена у напоре који су довели до развоја вакцине у Русији током избијања ЦОВИД-19, убрзо након што је Путин прогласио Русију као прва земља која је произвела успешну вакцину против ЦОВИД-а. У новембру 2020. израелски премијер Бењамин Нетањаху говорио је о могућности куповине вакцине Спутњик В руске производње. Медицински центар Хадаса је тада потписао комерцијални меморандум о разумевању за добијање 1,5 до 3 милиона доза. Руски министар спољних послова Сергеј Лавров је 15. децембра 2020. године похвалио нормализацију односа између Израела и неколико арапских држава до 2020. године, описујући то као „позитиван феномен“.
Истог месеца, односи су се погоршали након што је руски амбасадор у Израелу Анатолиј Викторов бранио Иран, критиковао израелско „непоштовање резолуција УН у израелско-арапском и израелско-палестинском сукобу“ и оспорио тврдње Израела да је Хезболах изградио подземне тунеле из Либана. Ово је навело израелско министарство спољних послова да укори Викторова, при чему је министар спољних послова Габи Ашкенази изјавио: „Израел не прихвата ове изјаве и зато се надам да ћемо стати на крај таквим срамотним и неприхватљивим изјавама између нас и Русије“. Викторов се касније делимично повукао, тврдећи да је цитиран ван контекста и да није желео да сугерише да је Израел већи дестабилизујући фактор од Ирана. Портпаролка руског министарства спољних послова Марија Захарова описала је израелску реакцију као „превише осетљиву” и подржала Викторовљеве примедбе, наводећи: „Све изјаве руског амбасадора које се цитирају у публикацији су у складу са познатим ставом Русије о Блиском истоку”. Међутим, она је поново потврдила да је Русија „посвећена томе да настави да узима у обзир безбедносне бриге Израела у процесу доношења одлука“.
Дана 21. јануара 2021, руски министар спољних послова Сергеј Лавров је на конференцији за новинаре изјавио да Израел треба да обавести Русију о потенцијалним претњама из Сирије, а не да их бомбардује, а Русија ће „предузети све мере да неутралише претњу” са којом се Израел суочава од иранског присуства. у Сирији.
У честитки након победе Исака Херцога на израелским председничким изборима у јуну 2021. године, Путин је истакао „пријатељске односе“ између Русије и Израела. Путин је изразио жељу за „даљим развојем вишестране и конструктивне билатералне сарадње, укључујући интеракцију у међународним пословима” као нечега што би било у „основним интересима наших народа”. Путин је изразио слична осећања у честитки Нафталију Бенету, након почетка његовог премијерског мандата у јуну 2021. Путин је такође послао писмо захвалности одлазећем премијеру Нетањахуу, хвалећи Нетањахуа за „велики рад [који је] уложио у јачање веза између наших нација у многим областима“ и наводећи да ће Нетањахуове „способности и искуство увек бити предност за Израел“. По пријему писма, Нетањаху је наводно рекао руском амбасадору Викторову да „реци председнику Путину да ћу се ускоро вратити“, а портпарол Кремља Дмитриј Песков је приметио дугу везу између два лидера.
Путин је позвао Бенетову владу да „спроводи политику континуитета руско-израелских односа“ из топлих веза током Нетањахуове ере. Након њиховог првог састанка у октобру 2021., Бенет је описао Путина као „правог пријатеља јеврејског народа“, напомињући да су он и Путин разговарали о „начинима да се изборе са исламским фундаментализмом“. Током састанка, Путин је наводно затражио од Бенета његову дипломатску помоћ у ублажавању америчких санкција Сирији, изневши тај предлог као средство за смањење иранског економског утицаја у Сирији. Путин је такође одбио предлог Бенета да буде домаћин руско-украјинског самита у Јерусалиму, оштро критикујући украјинског председника Володимира Зеленског .
У фебруару 2022, украјински амбасадор у Израелу је изјавио да израелски министар спољних послова Јаир Лапид „понавља реторику руске пропаганде“, након што је Лапид рекао да израелски званичници „не виде ускоро насилну конфронтацију“ између Украјине и Русије. Израелско Министарство спољних послова је потом позвало украјинског амбасадора на званичну опомену. Израелско министарство одбране је такође превентивно обавестило балтичке земље Литванију, Летонију и Естонију да неће дозволити трансфер израелског наоружања у Украјину, како би смирило Русију. Израел је такође одбио захтев САД да прода систем противваздушне одбране Гвоздена купола Украјини, наводећи потребу да се избегне сукоб са Русијом.
У фебруару 2022. Русија је одбила захтев Израела да уклони електромагнетне сметње из своје сиријске ваздушне станице на авионе који слећу у Тел Авив, што је компликовало тензије између две земље.
Дана 24. фебруара 2022, израелски министар спољних послова Јаир Лапид изјаснио се против руске инвазије на Украјину, рекавши да је „напад Русије на Украјину озбиљно кршење међународног поретка. Израел то осуђује и спреман је да пружи хуманитарну помоћ грађанима Украјине.“ 
Путин је 18. априла 2022. написао писмо Бенету захтевајући да се Русији додели контрола над Александровским двором у Јерусалиму, према ранијем споразуму са бившим премијером Нетањахуом. Након пресуде израелског суда којом се поништава Нетањахуов споразум, коначна одлука о трансферу препуштена је бившем премијеру Бенету. Обавештење о наводним законским кршењима Јеврејске агенције у Русији представља велики ударац дипломатским односима између два народа.
Дана 6. фебруара 2023, објављено је да је Русија пренела сиријски захтев за помоћ од Израела након земљотреса између Турске и Сирије 2023. године, који је Израел потом прихватио.

##### 2022 Инвазија на Украјину и покушаји посредовања
Дана 24. фебруара 2022. израелски министар спољних послова Јаир Лапид осудио је руску инвазију на Украјину као „кршење светског поретка”. Упркос томе што није поновио Лапидову осуду Русије, израелски премијер Нафтали Бенет је изразио подршку Украјини, рекавши да су „наша срца уз цивиле који су без своје кривице убачени у ову ситуацију“, а такође је понудио и хуманитарну помоћ Украјини.
Лапидове примедбе критиковао је опозициони лидер Бењамин Нетањаху, који је позвао израелску владу да „мање говори о ономе о чему не треба да прича“ о Русији и оптужио је владу за „превише непотребних израза и превише лажних предвиђања“. Русија је потом позвала израелског амбасадора у Русији да разјасни став Израела. Руски амбасадор у Израелу Аналој Викторов охрабрио је Израел да „остане мудар и дипломатски и настави наш заједнички рад за добробит наших земаља и народа”, наводећи да је Израелу дао „одређени број материјала” који објашњава руску инвазију на Украјине, и констатујући руско признање „легитимних безбедносних забринутости Израела“ у Сирији.
Израел је одбио да буде коспонзор резолуције Савета безбедности УН којом се осуђује руска инвазија, што је довело до израза разочарења од стране Сједињених Држава. Израел је касније гласао за резолуцију Генералне скупштине УН којом се осуђује инвазија. На захтев Сједињених Држава, Израел је такође гурнуо Уједињене Арапске Емирате да подрже резолуцију. Русија је потом изразила снажно незадовољство израелском министарству спољних послова због подршке Израела резолуцији Генералне скупштине УН.
Израелски премијер Нафтали Бенет је 5. марта 2022. одлетео у Москву на трочасовни састанак са Путином о ситуацији у Украјини, након чега је Бенет разговарао телефоном са Зеленским и одлетео у Немачку да се састане са канцеларом Олафом Шолцом . Бенет је такође покренуо тему значајне јеврејске заједнице захваћене украјинским сукобом током њихове трочасовне расправе у Кремљу, према израелском извору.
Украјински амбасадор у Израелу је 11. марта 2022. изјавио да председник Зеленски „не разуме“ израелско одбијање да пружи одбрамбену помоћ Украјини и оптужио Израел да се „плаши“ од „неколико руских авиона и противракетних система у Сирији“. Он је описао израелско посредовање у сукобу као изговор за непружање активне подршке Украјини. Израел је такође одмах одбио украјински захтев за коришћење сајбер оружја, укључујући Пегаза, против Русије.
Неименовани високи украјински званичник оптужио је Бенета да је „предложио да се предамо”, тврдећи да је Бенет позвао Зеленског да „прими понуду” за мировни споразум од Путина. Овај извештај су касније демантовали и кабинет израелског премијера и виши саветник Зеленског.
Сједињене Државе су јавно позвале Израел да подржи санкције Запада Русији, а подсекретарка за политичка питања Викторија Нуланд позвала је Израел да „не постане последње уточиште прљавог новца који подстиче Путинове ратове“.
Украјински министар одбране Алексиј Резников оптужио је 12. марта 2022. Израел за „необјашњиву равнодушност и неспремност да стане на страну у рату“ између Украјине и Русије.
Руски министар спољних послова Сергеј Лавров је 16. марта 2022. приметио да Русија благонаклоно гледа на израелско посредовање, због тога што се Израел није придружио западним санкцијама против Русије. Међутим, Израел је потврдио да неће дозволити да га руски држављани искористе за избегавање америчких санкција.
После масакра у Бучи, израелски министар финансија Авигдор Либерман осудио је "ратне злочине", али је одбио да посебно осуди Русију, напомињући "међусобне оптужбе" у којима "Русија криви Украјину, а Украјина криви Русију", извлачећи прекор од украјинског амбасадора у Израелу. Међутим, министар спољних послова Лапид је изјавио да су „руске снаге починиле ратне злочине“. Израел је потом гласао за резолуцију о суспендовању Русије из Савета за људска права Уједињених нација . Руско Министарство спољних послова осудило је гласање и Лапидове примедбе, наводећи да је „примило к знању агресивне изјаве израелског министра спољних послова Јаира Лапида” и да оне „изазивају жаљење и одбијање”. Руско Министарство спољних послова такође је позвало израелског амбасадора, али је одбило да изнесе званичан дипломатски укор.
Дана 12. априла 2022., министар одбране Бени Гантз је навео „регионалне разлоге“, укључујући „граничну границу са Русијом, практично говорећи, преко неба Сирије и Либана“, због своје одлуке да не шаље војну помоћ Украјини или се придружи западним санкцијама на Русија.
Дана 20. априла 2022, Гантз је најавио да ће Израел послати заштитну опрему као што су панцирне јакне и шлемови украјинским службама за хитне случајеве, али не и украјинској војсци. Руски амбасадор је упозорио Израел да ће Русија одговорити "у складу са тим" ако буде пружена војна помоћ.
Дипломатски сукоб избио је у мају 2022, након што је Лавров сугерисао да је Хитлер „имао јеврејску крв“ и да су „највећи антисемити обично Јевреји“ у својој критици украјинског председника Зеленског. Лапид је Лавровљеве опаске описао као „неопростиве” и „најнижи ниво расизма”, захтевајући да се „коришћење холокауста јеврејског народа у политичке сврхе мора одмах зауставити”. Израелско министарство спољних послова је потом позвало руског амбасадора у Израелу и затражило извињење. Руско Министарство спољних послова је одговорило описујући Лапидове коментаре као „антиисторијске” и „у великој мери објашњавајући зашто актуелна израелска влада подржава неонацистички режим у Кијеву”. Председник Путин се потом извинио због Лавровљевих коментара о разговору са премијером Бенетом, а Бенет је изјавио да је „захвалио [Путину] што је разјаснио председников поглед на јеврејски народ и сећање на холокауст“.
Израелски званичници су 6. јула 2022. изјавили да Израел више није укључен у посредничке напоре између Украјине и Русије. Бенет је касније сугерисао да је неслагање са Сједињеним Државама и Уједињеним Краљевством, које су заговарале „агресивнији приступ“, заједно са масакром у Бучи, довело до неуспеха мировних преговора уз посредовање Израела.
Дана 21. јула 2022. објављено је да руско Министарство правде захтева затварање Јеврејске агенције за Израел у Русији. Према извештају руске новинске агенције Интерфакс, захтев Министарства правде, који је поднет Окружном суду у Москви, везан је за „неутврђена кршења руског закона“. Овај потез довео је до дипломатске кризе са Израелом, након што постоји једногласност на владином нивоу у Израелу да Кремљ користи ово питање у светлу оштрих израелских осуда Русије након инвазије Украјине на Украјину. Руска амбасада у Каиру оптужила је премијера Лапида за "лажи" о руској умешаности у масакр у Бучи и осудила његово "потпуно занемаривање и презир живота Палестинаца". Ситуацију је Блумберг њуз описао као „најгори раскол у односима између Русије и Израела од распада Совјетског Савеза”. Опозициони лидер Бењамин Нетањаху осудио је Лапида и Ганца због погоршања односа, наводећи да они „угрожавају нашу националну безбедност“ и да се његов „одмерен, уравнотежен и одговоран однос“ са Русијом као премијера „подрива пред нашим очима последњих недеља". Министар финансија Авигдор Либерман критиковао је "помало опсесиван и хистеричан" Лапидов одговор на руске акције.
Бивши председник Русије Димитри Медведев тврдио је да би испорука израелског оружја Украјини "уништила" дипломатске односе између две земље, након разговора о испоруци израелског оружја Украјини након што ју је Русија више пута напала иранским дроновима камиказа ХЕСА Схахед 136. Упозорење Медведева уследило је као одговор на изјаве израелског министра за дијаспору Нахмана Шаија, који је позвао на војну помоћ Украјини.
После Нетањахуове победе на израелским парламентарним изборима 2022. године, Русија је усвојила помирљив тон, сугеришући да Нетањаху има „заједнички приступ даљем развоју билатералних односа“.
Израел је 14. новембра 2022. био уздржан на гласању у Генералној скупштини УН подржавајући механизам да Русија плати репарације Украјини, раскинувши са Сједињеним Државама и Европском унијом.
У јануару 2023. Израел је одбио захтев САД за пребацивање батерија МИМ-23 Хавк и антибалистичких пројектила Украјини.
Нетањаху је 30. јануара 2023. изразио интересовање да преузме посредничку улогу у сукобу, ако то подрже Русија, Украјина и Сједињене Државе.

### Регионална сарадња
Побољшање односа Русије са Израелом поклопило се у исто време са растућом Русијом и савезништвом Израела са Саудијском Арабијом, Египтом и Уједињеним Арапским Емиратима, обе имају заједничку опозицију према неоосманизму који је покренуо турски председник Реџеп Тајип Ердоган, обе земље се такође боре против ратови са Турском на Кавказу, у северној Африци и на Блиском истоку. Израел је у великој мери стао на страну Русије против Турске последњих година, посебно по томе како Русија и Израел подржавају Халифу Хафтара против Владе националног јединства коју подржава Турска, прећутну подршку Израела руској интервенцији у Сирији у супротности са Ираном и Турском, иако се Израел противи односима Русије са Турском, док Израел одржава односе са Азербејџаном, јаким турским савезником, да иде против Ирана. Израел је 2018. такође сугерисао, поред Саудијске Арабије и Уједињених Арапских Емирата, да амерички председник Доналд Трамп треба да побољша односе са Русијом и да поново размисли о санкцијама у вези са руско-украјинским ратом, пошто је Украјина савезник Турске. Иако Путин наставља да има позитивне односе са Ердоганом. И Турска и Израел су били укључени у ривалске посредничке напоре између Украјине и Русије почетком 2022. године, али они нису били координисани.
Када су Србија и Косово 2020. потписале споразум о нормализацији, Русија и Израел су отворено подржали споразум који би Србији омогућио да премести амбасаду у Јерусалим, док би Косово успоставило односе са Израелом. Као одговор, у августу 2020, након Абрахамовог споразума којим је Израел нормализовао односе са Уједињеним Арапским Емиратима и Бахреином, Русија није подржала споразум, али је тихо одобрила напоре Израела да нормализује односе. Иран не признаје Косово као суверену државу, а Иран и Турска су се противили оба потеза.
Међутим, Русија наставља да има јаке економске и политичке односе и са Ираном и са Турском, а Русија је и даље скептична у погледу специјалних односа Израела са Сједињеним Државама. Русија подржава решење две државе за израелско-палестински сукоб и има односе са неколико палестинских политичких партија. Русија не сматра Хамас терористичком организацијом и наставља дипломатске преговоре са њима. Иран, Русија и Турска гласали су за резолуцију Генералне скупштине Уједињених нација ЕС-10/Л.22 да се статус Јерусалима као главног града Израела прогласи „ништавим“. Русија наставља да тражи мултилатералне односе на Блиском истоку и са савезницима и са ривалима Израела.

## Исељеничке заједнице

### Руски језик у Израелу
Изворно становништво Израела које говори руски је трећа по величини популација у свету руских говорника који живе ван територија бившег Совјетског Савеза, и највећи у односу на становништво. Број Израелаца који говоре руски је око 1,5 милиона грађана.

### Руски држављани који живе у Израелу
У Израелу живе стотине хиљада руско-израелских држављана. Током руских избора, руска влада поставља бирачка места у многим израелским градовима, као и мањим градовима, како би омогућила руским грађанима који живе у Израелу да дају свој глас. Током руских председничких избора 2012. године, стотине хиљада Руса-Израелаца могло је да да свој глас у Израелу.
На руским председничким изборима 2018. Владимир Путин је био најпопуларнији кандидат међу руским израелским гласачима, освојивши 72,62% гласова у Израелу, а Ксенија Собчак је на другом месту са 13,42%. Међутим, упркос томе што је Русија поставила 14 бирачких места у Израелу, одзив бирача је био посебно низак, са мање од 10% квалификованих руских израелских двојних држављана у Израелу који су се појавили да гласају тог дана.
Политичка партија Јединствена Русија отворила је огранак у иностранству у Израелу. Либерално-демократска партија Русије такође је раније имала прекоморски огранак у Израелу.

#### Дан победе у Израелу
Израел је домаћин најобимнијих прослава Дана победе ван бившег Совјетског Савеза. Због великог броја ветерана Црвене армије који су се пензионисали у Израел из бивших совјетских земаља, руска влада и војска редовно шаљу делегације да се састану са удружењима ветерана Црвене армије у Израелу, као и да учествују на годишњем Догађаји поводом Дана победе.

### Израелска заједница у Москви
Москва има највећу израелску исељеничку заједницу на свету, са 80.000 израелских грађана који живе у граду од 2014. године, од којих скоро сви говоре руски језик . Многи израелски културни догађаји се одржавају за заједницу, а многи живе део године у Израелу. За пружање услуга израелској заједници, израелски културни центри се налазе у Москви, Санкт Петербургу, Новосибирску и Јекатеринбургу . Између Тел Авива и Москве има 60 летова недељно.

## Војна сарадња
Совјетски Савез је 1991. понудио Израелу да прода своје авионе Микојан МиГ-31 и ракетни систем С-300, иако договор никада није остварен.
Године 2004. потписан је тросмерни уговор између Израела, Русије и Индије: Израел је испоручио радар ЕЛ/В-2090 вредан 1,1 милијарду долара индијским ваздухопловним снагама, са радаром који је Русија уградила на платформу Иљушин Ил-76 .
Русија и Израел су 6. септембра 2010. потписале петогодишњи војни споразум.
Израел је у децембру 2019. открио да има споразум са Русијом да не продаје оружје Украјини и Грузији, у замену да се Русија уздржи од продаје оружја Ирану.

### Дронови
У априлу 2009. Русија је од Израела купила свој први пакет дронова (Bird Eye-400, осам I-View Mk150 и две беспилотна летелица Searcher Мk.2 UAV). Посао је вредео 53 милиона долара.
У другом уговору, крајем 2009, Русија је купила додатних 36 дронова од Израела, у уговору вредном 100 милиона долара.
У октобру 2010, у трећем уговору, Русија је купила додатних 400 милиона долара дронова од Исраел Аероспаце Индустриес. Израелске беспилотне летелице треба да се склапају у Русији. Производња руско-израелских дронова почела је 2012. године, а испорука руској војсци била је заказана за 2014.
У 2015, један од дронова је наводно оборила украјинска војска у близини града Доњецка у Украјини.
У септембру 2015. године, руска војска је купила још 300 милиона долара пакета дронова од Израела, што је била њена четврта куповина израелских дронова.

## Руски туризам у Израел
Израел је последњих година постао дестинација за руске туристе. Град Тел Авив је посебно популарна дестинација у Русији због своје лакоће за људе који говоре руски, топлог времена и плажа. Према анкетама, показало се да је задовољство руских туриста након посете Израелу знатно веће од просека, у поређењу са нижим оценама задовољства туриста из других земаља који посећују Израел. Скоро 500.000 руских туриста посетило је Израел 2014. године. Међутим, 2015. године број руских туриста у Израел је драстично опао због економске кризе у Русији и пада вредности рубље. Економска криза у Русији 2015. године изазвала је кризу у израелској туристичкој индустрији, јер су Руси представљали други највећи удео израелских туриста. (после Американаца)  Ниво туризма из Русије у Израел наставио је значајно да пада у 2015. До 2018. године, након година пада, број руских туриста у Израелу је почео благо да се опоравља, при чему су руски туристи поново били други највећи број страних туриста у Израелу, а посебно су важни за летовалиште Еилат.
Преко 400.000 ходочасника из Русије посетило је Израел 2015–2016, рекао је Патријарх московски Кирил . Патријарх Кирил је рекао да чињеница да „људи у Израелу говоре руски ствара посебну атмосферу за наше ходочаснике, а они се у Израелу често осећају као код куће“. Говорећи о животу јеврејске заједнице у Русији, он је цитирао главног рабина Русије: „Много пута ми је рекао да не познаје ниједно друго такво место осим Русије, где хришћани и Јевреји имају тако добре односе“.

## Руске испоруке нафте Израелу
Од 2014. Русија је највећи израелски добављач сирове нафте (поред Казахстана и Азербејџана). Од 2016. Русија је била главни снабдевач Израела нафтом.

## Споразум о безвизном режиму између Израела и Русије
Израел и Русија су 2008. године потписали споразум о безвизном режиму, који омогућава међусобна путовања без виза између две земље. Имигранти из Русије и других бивших совјетских република чине значајан део грађана Израела, што значи да ће посете пријатељима и рођацима у Русији вероватно бити олакшане.

## Преговори о царинској унији
Израел планира да склопи споразум о слободној трговини са Русијом. Царинска унија, која окупља Белорусију, Казахстан и Русију и Израел, покренула је истраживачку комисију за проучавање изгледа за стварање зоне слободне трговине, саопштила је Евроазијска економска комисија (ЕЕЦ – јединствено стално регулаторно тело Царинске уније). у марту 2014.

## Шифрована комуникациона линија
Русија и Израел су се договорили да инсталирају директну шифровану комуникациону мрежу, како би се олакшала комуникација између руског председника и израелског премијера . Један аналитичар каже: „Русија се осећа веома блиском са израелским руководством... Руси желе да разговарају са Израелом, а да нико не прислушкује.“ 

## Медицинска сарадња

### Заједнички тренинг
Израел и Русија учествују у заједничкој медицинској обуци специјалиста. Влада Москве је спровела програм обуке метрополитских лекара и медицинских сестара за обуку у водећим израелским болницама: Медицински центар Хадаса, Медицински центар Тел Авив Соураски, Медицински центар Шеба и Медицински центар Рамат Авив. Неколико стотина руских лекара специјалиста из московских болница сваке године се обучава у Израелу.

### Медицински центар Хадаса
Почев од 2018. године, израелски медицински центар Хадаса, у договору са градоначелником Москве, отворио је филијалу у Сколкову, поставши прва страна болница која је отворена у Русији. Пројекат Хадаса у Русији процењен је на 40,2 милиона долара, од чега ће око 26,4 милиона долара отићи на опремање центра опремом. Поред тога, 3,2 милиона долара биће потрошено на образовне активности. Планирано је да 10% прихода израелског медицинског центра Хадаса у Сколкову буде усмерено на истраживачке активности у области онкологије .

## Уговори о научној сарадњи

### Свемир
Израел и Русија су 2011. године потписали Споразум о космичкој сарадњи. Оквирни споразум има за циљ развој заједничких истраживачких програма и друге сарадње у областима као што су астрофизичка и планетарна истраживања, свемирска биологија и медицина, навигациони сателити и услуге лансирања и технологија.

### Нуклеарна технологија
2013. године, израелска и руска влада потписале су споразуме о сарадњи на нуклеарном снимању и развоју радиоактивних материјала за лечење зуба. Иако је споразум ограничен на медицинске третмане, могао би да буде основа за ширу сарадњу за подухвате између две земље у нуклеарној технологији .

### Технолошки инкубатори
У области технолошких инкубатора успостављају се пројекти сарадње између две државе. Руснано, средство руске владе за улагања у нанотехнологију, основао је филијалу у Израелу, са циљем оснивања фонда за улагања у израелске нанотехнолошке подухвате. Слично томе, руски иновациони центар Сколково је основао филијалу у Израелу, Израелско-Сколково капија/Центар (ИзраелСК), што укључује прикупљање приватног капитала и владиних грантова за израелске и руске старт-уп компаније.
2016. године Игор Дроздев, председник управног одбора Фондације Сколково, потписао је споразум о сарадњи са градоначелником Јокнеама, у циљу сарадње у развоју технологије између две земље.
У 2018. Иандек је отворио школу рачунарства у Израелу за локалне студенте, у сарадњи са одељењем за рачунарство Универзитета у Тел Авиву . Школа коју субвенционише Јандекс, а која ће предавати 50 израелских ученика годишње, фокусираће се првенствено на „машинско учење“. Џозеф Клафтер, председник Универзитета у Тел Авиву, рекао је: „Нови заједнички образовни програм ће помоћи развоју ИТ сфере и националних економија и Русије и Израела.
Руски економски универзитет Плеханов држи заједнички курс о развоју блокчејна са Израелском школом за ИТ и израелском ХакерУ.